# Leonhard Seif
Leonhard Seif (ur. 1866 w Monachium, zm. 1949) – niemiecki neurolog, psychoanalityk, psycholog szkoły Adlera (psychologii indywidualnej). W 1926 był współzałożycielem Allgemeine Ärztliche Gesellschaft für Psychotherapie.

## Prace
- Leonhard Seif (Hrg.): Wege der Erziehungshilfe. Ergebnisse und praktische Hinweise aus der Tätigkeit des Münchner Arbeitskreises für Erziehung. Mit Beiträgen von Leonhard Seif und seinen Mitarbeitern Lene Credner, Kurt Seelmann und Alice Lüps, J.F.Lehmanns Verlag, München 1952
- Alfred Adler, Leonhard Seif, Lad. Zilahi (Hrsg.): Selbsterziehung des Charakters. S.Hirzel, Leipzig 1930